# Coopers test
Coopers test är ett konditionstest utvecklat av Kenneth H. Cooper på 1960-talet. Testet utvecklades för att använda på militär och går ut på att springa så långt som möjligt under tolv minuter. Kenneth H. Cooper menade att sträckan som personen hinner är nära sammankopplad med, och därmed ett mått på, syreupptagningsförmågan.
Testet är lätt att genomföra och utvärdera på en stor grupp med människor. Sträckan bör sluta på närmare 3 km eller mer vilket gör det till något längre än ett medeldistanslopp. Under ett sådant lopp aktiveras framförallt de långsamma typ I musklerna.
- Korrelationen mot personens maximala syreförbrukning, VO2 max, approximeras med formeln:

{\displaystyle \mathrm {VO_{2}\;max} ={d_{12}-504.9 \over 44.73}}
där d12 är antalet meter personer tillryggalagt på 12 minuter och resultatet VO2 max fås i liter per minut.